# Nicolas Okioh
Nicolas Okioh, né le janvier 1932 à Manigri au Bénin et mort le 15 avril 2001, est un archevêque catholique ecclésiastique béninois de l'Église catholique romaine. Il est évêque de Natitingou jusqu’à sa démission le 10 juin 1995.

## Biographie

### Origines et études
Nicolas Okioh naît le 14 janvier 1932 à Manigri et meurt le 15 avril 2001.

### Ordination et nomination
Nicolas Okioh devient prêtre le 21 décembre 1963. Le pape Jean-Paul II le nomme évêque de Natitingou le 11 novembre 1983. Le pape en personne lui confère l'ordination épiscopale le 6 janvier de l'année suivante. Les co-consécrateurs sont Eduardo Martínez Somalo, substitut de la Secrétairerie d'État et Duraisamy Simon Lourdusamy, secrétaire de la Congrégation pour l'évangélisation des peuples,,.
Il démissionne de son poste le 10 juin 1995.